# Synaxis brunneilinearia
Synaxis brunneilinearia là một loài bướm đêm trong họ Geometridae.